# Station Rotterdam Boerengat
Rotterdam Boerengat was een tijdelijk eindstation van de spoorlijn Utrecht - Rotterdam. Omdat er problemen waren met de locatie van station Rotterdam Maas, bouwde de NRS alvast een tijdelijk station. Het station Rotterdam Boerengat is geopend geweest van 30 juli 1855 tot 1 december 1858, vanaf de opening van de spoorlijn tot aan de opening van station Rotterdam Maas.